# San Miguel Ameyalco
San Miguel Ameyalco es una localidad ubicada en el Municipio de Lerma, perteneciente al Estado de México. Cuenta una población de 5387 habitantes y se ubica a una altitud de 2587 metros sobre el nivel del mar. Es principalmente conocido a nivel nacional y estatal por sus tradiciones y festividades que datan del siglo XVIII.

## Historia
La historia sobre el poblado de San Miguel Ameyalco comienza en el siglo XVIII con la construcción de la parroquia principal de San Miguel Arcángel, en el periodo virreinal. Etimológicamente la palabra "Ameyalco" proviene del idioma nahuatl que significa "lugar donde nace el agua" y su nombre se debe al río "Ameyalco", ya que el pueblo se estableció donde se ubicaba el arroyo que alimentaba el cuerpo de agua. Hoy, el río se encuentra totalmente seco.  Poco tiempo después, la comunidad comenzó a tener un aumento de población con la llegada de habitantes y la construcción de viviendas. En ese momento, los pobladores comenzaron a forjar nuevas tradiciones que prevalecen hasta el día de hoy; una de esas mencionadas es la feria en veneración al arcángel San Miguel, celebrado principalmente el 29 de septiembre.
La parroquia de San Miguel Arcángel solamente contaba con el altar, hasta que en el año 1819 se construyó la torre donde actualmente se encuentra el campanario y 4 relojes en los cuatro lados de la estructura (hoy, sin funcionar).
El 21 de marzo de 1970 se instaló la primera piedra en la cima del cerro, dando inicio a la construcción del monumento y de la capilla de Cristo Rey, asimismo la construcción de la escalinata, que consta de 462 escalones, comenzando en el centro de Ameyalco y finalizando en el monumento. El 29 de septiembre de 1971 concluye la construcción con la bendición de la estructura. 
El 30 de septiembre del 2014, el presidente municipal de Lerma, el licenciado Eric Sevilla, inauguró el acceso principal del pueblo, el segundo panteón de la población y las fuentes de cocodrilos, ubicadas frente la capilla de "Ojo de Agua", mismo día en el que se realizó la festividad de San Miguel Arcángel.
El 19 de septiembre del 2017, ocurrió el terremoto de Puebla, afectando la zona centro y sur del país. Una de las estructuras afectadas fue la torre de la Parroquia de San Miguel Ameyalco, dejándola con fracturas fuertes en su estructura. El Instituto Nacional de Antropología e Historia bloqueó la zona centro para resguardar la estructura y evitar un posible derrumbe y estudió las posibilidades existentes para la torre: reparar las grietas y los daños o demoler la parroquia y levantar otra nueva. Pronto corrió el rumor por todo el pueblo de la autorización a su demolición, sin embargo el 25 de julio del 2018 el Patronato de Acción Católica de San Miguel Ameyalco comenzó la reparación de la torre y el campanario con autorización del INAH y del gobierno municipal de Lerma. 
Durante el tiempo que tardaron las reparaciones, todas las ceremonias religiosas se realizaron en el auditorio "México 68" de la comunidad, el cual fue adaptado como capilla provisional. 
Para el año 2019, la Parroquia de San Miguel Ameyalco reabrió sus puertas tras 2 años de cierre total, pero con acceso regulado pues la estructura aún presentaba daños; y para el año 2022, después de la crisis sanitaria por la pandemia de COVID-19, el acceso al recinto ya fue permitido en su totalidad, lo que permitió que se llevaran nuevamente a cabo algunos eventos simbólicos de la comunidad, tales como las "entradas", las festividades religiosas y la tradicional "levantada de latas" (castillos pirotécnicos).

## Clima
El clima varía entre los 8 y los 20 grados Celsius. En invierno, la temperatura puede descender a grados bajo cero.

## Festividades
A lo largo del año, existen varias festividades en San Miguel Ameyalco, pero la más importante se lleva a cabo en la última semana de septiembre y la primera semana de octubre. Las festividades en San Miguel Ameyalco comienzan en Semana Santa y finalizan en diciembre, con las posadas. n
A partir de abril del 2023 se agregó otra festividad, la feria del tamal de ollita, la cual se lleva a cabo en el marco del festival cultural Martín Reolín Varejón, celebrado en el municipio de Lerma para conmemorar la fundación del mismo. 

### La Semana Santa
En este evento se hace la conmemoración de la pasión y muerte de Jesucristo. En San Miguel Ameyalco, la comunidad lo conmemora a base de misas celebradas en la parroquia de San Miguel Arcángel, así como la representación de la crucifixión y muerte de Cristo en Viernes Santo, el cual comienza con la escena de Poncio Pilatos en el centro de la comunidad. Posteriormente, da inicio el tradicional "Vía Crucis" donde los actores que representan a los personajes de la pasión y muerte de Jesús se desplazan hacia el monumento a Cristo Rey y desde ahí, comenzar la escena de la muerte de Cristo. 

### Corpus Christi (o jueves de Mulitas)
Esta se lleva a cabo 2 meses después a la Semana Santa. En esta festividad, se le dedican misas al Señor de la Caña, así como el canto de mañanitas y quema de pirotecnia en devoción al mencionado. El suceso más esperado de esta feria es la quema de "toritos" realizada el sábado cercano al jueves de mulas.
Para el día siguiente, se realiza la quema de castillos pirotécnicos, comúnmente realizados por el grupo de artesanos pirotécnicos de San Miguel Ameyalco y también se ven bailar a los danzantes de arrieros, en el atrio de la parroquia. 
La festividad concluye una semana después, con la salva de 21 cañonazos de pirotecnia acompañados con un repique de campanas de la parroquia y misas al señor de la caña.

### 29 de septiembre

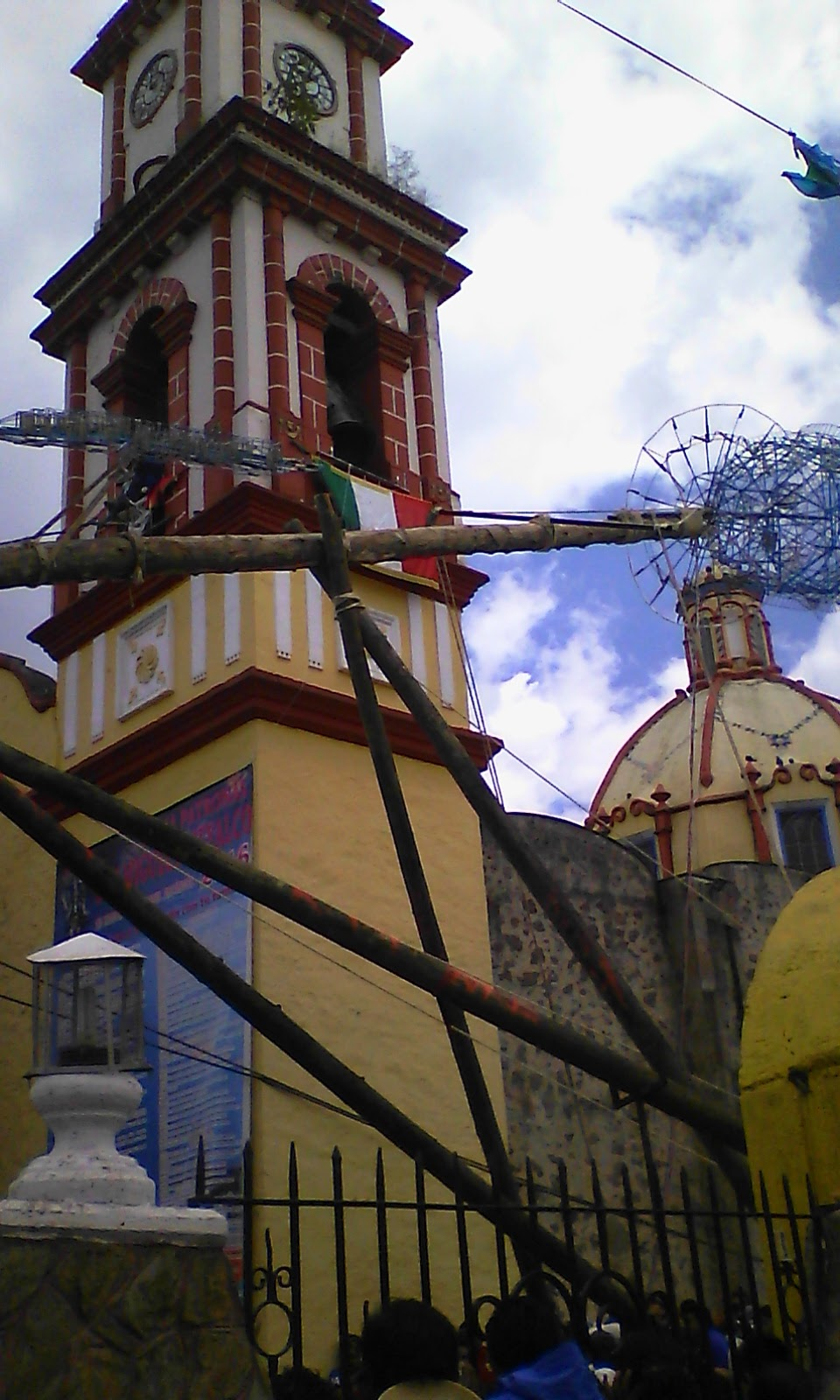
Levanta de latas por el lado del Aire. Feria anual San Miguel Ameyalco 2016

Esta es la tradición más importante en el cual se venera al santo patrón SAN MIGUEL ARCÁNGEL, así como los arcángeles San Gabriel y San Rafael. En esta tradición llega una numerosa cantidad de turistas comúnmente desde la Ciudad de México. La sede principal de la festividad es la parroquia de SAN MIGUEL AMEYALCO y comienza desde el 1 de octubre con un novenario de rezos al santo, los cuales finalizan el 28 de septiembre. A lo largo de la feria, los habitantes realizan una salva de 21 cañonazos por las mañanas, acompañado de un repique de campanas desde la parroquia.
El día sábado más cercano al 29 de septiembre se presentan los danzantes de arrieros en el atrio de la parroquia.
Ese mismo día el maestro artesano pirotécnico, que haya sido contratado para la festividad del año en turno, levanta un castillo de fuegos artificiales con figuras representativas a la parroquia pero sobre todo al santo patrono San Miguel Arcángel. Posteriormente al finalizar la quema de los anteriores, se realiza la quema de vistosos "toritos" hechos con pirotecnia, algunos donados gustosamente por la población a cargo de diferentes familias y o particulares que son quemados junto con más "toritos" comprados gracias a una parte del aporte económico de la población en general por un grupo llamado; Señores Tesosreros, los cuales forman parte de los varios grupos organizadores de la festividad.
Para el día siguiente se levantan 6 castillos  pirotécnicos más, en el atrio de la parroquia y más tarde, los jóvenes solteros de los lados "Aire" y "Río" de la población realizan una levanta de troncos de oyamel de una altura aproximada de 30 y 40 metros de altura, llamados "latas" o "murillos" cargados de pirotecnia. El lado que levanta el castillo de lata primero, es el lado que quema su pirotecnia primero.
En punto de las 10 de la noche, se realiza la quema de castillos con una duración aproximada de 1 hora 30 minutos o 2 horas, así como una caravana musical en el centro de la población.
Al día siguiente, se realiza el tradicional "robo", en el cual asisten personas disfrazadas al campo de futbol de la población y realizan algunos bailes, acompañados de una segunda caravana musical.
El día martes posterior al fin de semana feriado, se realiza un recorrido por toda la población, el cual inicia en la parroquia de San Miguel Arcángel, los habitantes llevan en brazos a figuras religiosas incluyendo a los arcángeles, al señor de la caña y demás. A la procesión también asisten los danzantes de arrieros y bandas musicales. El recorrido finaliza en la parroquia con el regreso de las figuras religiosas y un repique de campanas que anuncia el fin de la procesión.
La feria concluye una semana después, con el corte de caja en el atrio de la parroquia, el cual los tesoreros de la población realizan un conteo total del dinero invertido en la festividad.

### Cristo Rey
Esta festividad se lleva a cabo principalmente el 25 de noviembre, la sede de esta tradición no es la parroquia sino el monumento a Cristo Rey. Al igual que la festividad del 29 de septiembre, aquí asisten danzantes de arrieros y grupos de música de género banda de distintas partes del país, así como juegos mecánicos. En el atrio de la capilla de Cristo Rey, en la cima del cerro, se realizan bailes por parte de las bandas musicales y en el fin de semana feriado, se realiza la quema de "toritos" pirotécnicos. Por lo regular, los portadores del toro pirotécnico persiguen a los espectadores por la escalinata cuando el artefacto pirotécnico está encendido (a modo de juego) así como un castillo pirotécnico al frente del monumento a Cristo Rey.
A los pies del monumento hay un santuario religioso que se abre en la festividad. En ella, se realizan bendiciones y actividades religiosas en veneración a Cristo Rey.